# José Carlos Fragoso Pires
José Carlos Fragoso Pires (São Paulo, 1933 – Rio de Janeiro, 23 de outubro de 2020) foi um empresário carioca, tido como o construtor de um "império" empresarial, e também o “último aristocrata entre os megaempresários”.
Geriu mais de 25 empresas, tendo sido inicialmente bancário, depois banqueiro, armador, industrial, proprietário de salinas e empresas de navegação, criador de cavalos puros-sangues ingleses e presidente do Jockey Club do Rio de Janeiro, dado o entusiasmo pelo turfe, o qual ajudou a promover no Brasil.
Adquiriu dos remanescentes da família Guinle o famoso triplex em estilo clássico, com vista ao Pão de Açúcar e à Baía de Guanabara. O imóvel, à venda desde 2013, é repleto de pisos de mármore e obras de arte, e também considerado o maior apartamento do mundo, só restando seu reconhecimento pelo Guiness Book.

## Antepassados
Era um dos quatro filhos do bancário Genésio Pires e Evangelina Fragoso, filha do general Tasso Fragoso. Desta família, veio o sobrenome Fragoso Pires. Sua avó materna, Josefa Graça Aranha, era filha de Temístocles Maciel Aranha e Maria da Glória de Alencastro Graça, uma das filhas do Barão de Aracati com a pernambucana Maria Adelaide de Alencastro (filha de Joaquim José de Alencastro e Maria Eduarda Xavier Veloso Carneiro Leão). Consequentemente, Fragoso Pires era aparentado com o embaixador Graça Aranha e o almirante Heráclito Graça Aranha, irmãos de Josefa.

## Vida

### Ascensão
Fragoso Pires já era industrial, tendo sido bancário no Citibank, quando sua Companhia de Navegação atraiu olhares, a Frota Oceânica e Amazônica. Ela se tornou uma das maiores beneficiárias dos créditos da Superintendência Nacional da Marinha Mercante (Sunamam), na década de 1970.
No início da década de 1990, almejando novos empreendimentos, o armador contraiu dívida junto ao BNDES, as quais não pôde honrar devido ao naufrágio posterior de seus negócios.

### Palacete suspenso
Na década de 1990, comprou o triplex construído pela família Guinle, enquanto banqueiro, quando o autointitulado playboy Jorginho Guinle se desfez do tradicional imóvel feito por Carlos Guinle, na praia do Flamengo, para manter seu estilo de vida festeiro. A aquisição custou um milhão de dólares, à época, já "uma pechincha".
O triplex, um palácio suspenso tido como o maior apartamento do mundo com 4 mil metros quadrados, contém cinco suítes, 11 quartos de empregados, biblioteca com livros raros, mesa de jantar com 23 lugares e tapeçaria, jardim com árvores frutíferas na cobertura e uma réplica do parisiense Arco do Triunfo, churrasqueira, mais de um bar, piscina, dez vagas para estacionamento, elevador privativo, pisos de mármore carrara, obras de arte, além de ter vista privilegiada ao Pão de Açúcar e ao Jardim Burle Marx.
Um vídeo de uma imobiliária de luxo que o anunciou viralizou na internet em 2020, apesar do imóvel ser anunciado desde 2013, por um valor em torno de R$ 55 milhões. Ficou conhecido como Palazzo Fragoso Pires.

### Turfe
Criador de cavalos de corrida, Fragoso Pires foi presidente do Jockey Club Brasileiro entre 1992 e 2000, e proprietário do Haras Santa Ana do Rio Grande, em Bagé (Rio Grande do Sul).
Nesta condição, por três vezes, subiu ao pódio do vencedor do Grande Prêmio Brasil, a prova mais importante do turfe nacional.
Notório por seus gostos clássicos, Fragoso Pires tentou instituir a volta do fraque e cartola para a Tribuna de Honra do hipódromo carioca quando era presidente do Jockey Club.

### Banco Vega
Fundou o Banco Vega e a corretora de mesmo nome, quando já era armador e conhecido na sociedade carioca. O banco tinha apenas duas agências, 71 funcionários, R$ 500 mil em depósitos à vista e R$ 25 milhões em depósitos a prazo.
O banco Vega foi um entre tantos outros que sofreram intervenção do Banco Central ao longo dos anos de 1990.

### Álcalis
Comprou a Companhia Nacional de Álcalis, empresa pública criada na Era Vargas, em leilão de privatização em 1992, que detinha a exclusividade da fabricação de barrilha no país à época. Ganhou o leilão por controlar 55% da produção brasileira de sal, matéria-prima da barrilha, e ter infra-estrutura complementar, como empresas de transporte naval e rodoviário.
Pouco depois, o monopólio da venda de barrilha no Brasil foi quebrado pelo governo, e sobreveio a baixa produtividade. À época, Fragoso Pires levantou um argumento de segurança nacional e acusou um lobby externo para tanto, pois toda a produção passaria para o estrangeiro.
Ignorado e insatisfeito com o retorno da empresa, o empresário doou a empresa aos funcionários. Algum tempo depois, a empresa faliu e desapareceu.

### Salinor
Segundo a Istoé Dinheiro, a única empresa que restou dos Fragoso Pires é a Salinor, cuja disputa segue na justiça com um dos seus antigos sócios, José Hamilton Mandarino. A lide ocorre desde quando Mandarino era vice-presidente do Vasco pela gestão de Roberto Dinamite, sob a qual o tradicional time caiu pela primeira vez para segunda divisão do futebol brasileiro.

### Acusações
Visado, Fragoso Pires era alvo de críticas. Em 2003, foi acusado pelo apresentador Carlos Massa, o "Ratinho", que na ocasião afirmou que "não bastassem os exemplos dos Nicolaus, dos Cacciolas e dos Mansur da vida", a revista Época daquela semana mostrava "a saga de José Carlos Fragoso Pires que cometeu fraudes". Exibindo fotos suas no programa, Ratinho lhe acusou de crime sem ter prova efetiva. 
Carlos Massa e o SBT foram condenados a pagar R$ 200 mil de indenização por danos morais.

### Ruína
A gênese dos problemas financeiros remonta à decisão de comprar, em 1992, a Companhia Nacional de Álcalis, que na época tinha o monopólio da fabricação de barrilha no país. Quando, anos depois, este monopólio foi quebrado, empresas estrangeiras conseguiram entregar barrilha importada a preços mais competitivos. Com prejuízo, Fragoso repassou o comando da companhia a um grupo de funcionários.
O armador teve que desfazer de sua mansão em Angra dos Reis com cais para iates, adquirida pelo banqueiro Julio Bozano, um apartamento no East Side, em Nova York, metade dos 300 cavalos puro-sangue do seu Haras Santa Ana do Rio Grande (RS), e um jato executivo.
Neste ínterim, sua Frota Oceânica e Amazônica tinha deixado de ser uma empresa de proa no ramo da cabotagem e, dos navios, só restaram cinco, todos hipotecados pelo BNDES.
Ainda endividado, faleceu no dia 23 de Outubro de 2020. Está sepultado junto a sua mãe, Evangelina Fragoso, e o General Tasso Fragoso, no Cemitério São João Batista, em Botafogo.

## Família
Teve cinco filhos com Waleska Levi de Carvalho, entre os quais o empresário Rafael Fragoso Pires, cuja filha, Alessandra Haegler Fragoso Pires, casou com Dom Pedro Alberto, filho de Maritza Ribas Bocke e Alberto de Orleans e Bragança, irmão do Chefe da Casa Imperial.
Outro neto seu é diretor de Turfe no Jockey Club de São Paulo. 
É irmão de Fernando Tasso Fragoso Pires, ex-desembargador e autor de livros históricos e culturais das fazendas coloniais do Rio de Janeiro.